# ۵۷۰ (خورشیدی)
۵۷۰ پانصد و هفتاد و یکمین سال هجری خورشیدی است.